# 彼が僕に恋した理由
『彼が僕に恋した理由』（かれがぼくにこいしたワケ）は、TOKYO MXで2020年8月10日から8月31日まで放送されたテレビドラマ。本作が連続ドラマ初主演作となる寺西優真は主題歌も担当し、初めて作詞も手掛けた。当初は山本裕典とのダブル主演扱いだったが、のちに山本が主演の辞退を申し入れている（役どころ自体に変更はなし）。
2020年12月28日には、スペシャルドラマ（特番）の放送がゴールデンタイム（21：00 - ）に時間帯を変えて放送された。引き続き寺西が氷川徹役で主演を務め、河北麻友子、西川俊介、上田堪大、松村龍之介、伊織もえなどが共演した。シーズン1で山本が演じた赤城真澄は登場せず、山本の出演もなかった。
2021年4月には、連続ドラマシーズン2『彼が僕に恋した理由 SEASON 2（かれがぼくにこいしたワケ シーズンツー）』の制作・放送が決定、公式発表された。赤城真澄役は山本から日向野祥に交代され、同年4月9日から6月11日まで放送された。

## 放送局と放送時間
| 放送期間        | 放送時間                     | 放送局       | 対象地域 | 備考 |
| --------------- | ---------------------------- | ------------ | -------- | ---- |
| 2020年8月10日 - | 月曜 1:35 - 2:05(日曜深夜)   | TOKYO MX     | 東京都   |      |
| 2020年8月27日 - | 金曜 2:35 - 3:05（木曜深夜） | テレビ北海道 | 北海道   |      |

## キャスト

### シーズン1

#### 桜代高等学校
氷川 徹（ひかわ とおる）
演 - 寺西優真
本作の主人公。東京大学卒のエリート数学教師。桜代高3年3組で担任として赴任するが、副担任の赤城と恋仲になってしまう。
赤城 真澄（あかぎ ますみ）
演 - 山本裕典
体育教師。担任の氷川に特別な感情を抱いてしまい氷川にキスをしてしまう。その現場を生徒に見られてしまい困惑する。
本田 優一（ほんだ ゆういち）
演 - 上遠野太洸
英語教師。冷静に見えるが、実は氷川に想いを寄せている。
日向 直人（ひゅうが なおと）
演 - 伊藤孝太郎
国語教師。いつも陽気で教師、生徒からも慕われている。氷川に気がある。
櫻井（さくらい）
演 - 冨家規政
桜代高等学校の校長。理事長のアメリカ視察の間、学苑を任される。氷川と赤城の恋愛を応援する理解者。

#### その他
須永 美紀（すなが みき）
演 - 黒澤はるか
氷川の彼女。突然、氷川から別れを告げられる。しかし、氷川が好きになった相手の存在を知ると自ら身を引く。
赤城 美智子（あかぎ みちこ）
演 - 長谷直美
赤城の母親。女主人として居酒屋を切り盛りしている。氷川と赤城の交際を見抜き、赤城に力強いエールを送る。
氷川 大助（ひかわ だいすけ）
演 - 大沢健（第3話・第4話）
氷川の父親。妻を亡くしてから男手一つで氷川を育ててきた。氷川と赤城のキスを目撃し、2人の交際に反発する。

### 年末スペシャル・シーズン2
氷川 徹（ひかわ とおる）
演 - 寺西優真
赤城 真澄（あかぎ ますみ）
演 - 日向野祥
高瀬 亮（たかせ りょう）
演 - 西川俊介
静野 光（しずの ひかる）
演 - 鮎川太陽
赤城 美智子（あかぎ みちこ）
演 - 長谷直美
夕凪 かな（ゆうなぎ かな）
演 - 河北麻友子
川崎 太陽（かわさき たいよう）
演 - 上田堪大

## スタッフ
- 脚本・演出・ゼネラルプロデューサー：寺西一浩
- ヘアメイク：秋山幸子
- 編集：今村真人
- 撮影：田宮健彦
- プロデューサー：細田恵理、水沢健太郎、秋山竜二、佐伯洋之、鈴木淳也
- 制作協力：医療法人社団スマイルオフィスデンタルクリニック、Design S
- 製作・著作：HumanPictures Inc.

## 放送日程

### シーズン1（2020年）
| 話数  | 放送日   |
| ----- | -------- |
| 第1話 | 08月09日 |
| 第2話 | 08月16日 |
| 第3話 | 08月23日 |
| 第4話 | 08月30日 |

### 年末スペシャル（2020年）
| 話数           | 放送日   |
| -------------- | -------- |
| 年末スペシャル | 12月28日 |

### シーズン2（2021年）
| 話数   | 放送日   |
| ------ | -------- |
| 第1話  | 04月09日 |
| 第2話  | 04月16日 |
| 第3話  | 04月23日 |
| 第4話  | 04月30日 |
| 第5話  | 05月07日 |
| 第6話  | 05月14日 |
| 第7話  | 05月21日 |
| 第8話  | 05月29日 |
| 第9話  | 06月04日 |
| 第10話 | 06月11日 |